# Escut de la Vall d'Alcalà
L'escut oficial de la Vall d'Alcalà té el següent blasonament:
| « | Escut quadrilong de punta redona, partit. Al primer quarter, en camp d'or, dos pals de gules, amb banda d'atzur sembrada de flors de lis d'or. Al segon quarter, en camp d'or, un castell del seu color. Per timbre, una corona reial oberta. | » |

## Història
Resolució del 12 de desembre de 2000, del conseller de Justícia i Administracions Públiques. Publicat en el DOGV núm. 3.920, del 18 de gener de 2001.
S'hi representen les armes dels ducs reials de Gandia i comtes de Dénia, senyors dels pobles de la vall, i el castell d'Alcalà.